# 叶景泰
叶景泰（1897年—1930年5月7日），又名兆度，浙江省温岭县城关镇中司前人。中国共产党早期人物。

## 生平
1928年加入中国共产党。1928年9月下旬，中共温岭县委派县委常委柳苦民、执委叶景泰等先后到温岭、玉环交界的西区开辟革命根据地，创建坞根游击大队，任该大队联络员。1929年4月，担任中共温岭县委员会委员，归中共台州中心县委领导。1929年4月至7月，中共温岭县委执委叶景泰抵达玉环，组织发动农民闹荒斗争，并在各地获得普遍胜利。1930年5月7日，在乐清双峰叶藤岭战斗中阵亡。